# 5 % de risque
Pour plus de détails, voir Fiche technique et Distribution.
5 % de risque est un film franco-belge réalisé par Jean Pourtalé et sorti le 2 juillet 1980.

## Synopsis
Un haut fonctionnaire, revenant d'une soirée, a un accident de voiture et son passager meurt dans l'accident. Il met alors le cadavre à la place du conducteur, mais il y a un témoin. Pour éliminer ce témoin gênant, il fait appel à son ami David, physicien, qui veut en faire un crime parfait en quantifiant le risque pris en chacune de ses étapes. Et en le comprimant assez pour rendre l'exécution du tout des plus improbables.

## Fiche technique
- Réalisation : Jean Pourtalé, assisté de Michel Debats et Pascal Ortega
- Scénario : Jean Bany, Jean-Pierre Beaurenaut, Jean Pourtalé  d'après le roman 5 % de risque ou l'aventure criminelle d'un physicien, écrit par le physicien Lazare Goldzahl sous le pseudonyme de David Pearl et édité en 1966.
- Dialogues : Gilles Thibaut
- Producteur : Alain Dahan
- Image : Jean Penzer
- Montage : Claudine Merlin, Hélène Muller
- Durée : 95 minutes
- Date de sortie : France 2 juillet 1980

## Distribution
- Bruno Ganz : David
- Jean-Pierre Cassel : Henri Tanin
- Aurore Clément : Laura
- Pierre Michaël : Jean Navy
- Alex Métayer : Morineau
- Jean-Pierre Moulin : Le commissaire
- Fernand Guiot : Topard
- Cécile Vassort : la fille de la boîte de nuit
- Papinou : le copain du CEA
- Bernard-Pierre Donnadieu : le conducteur en colère
- Nicolas Welfling : le type dans le bureau de J.N.
- Olivier Thual : le collaborateur d'Henri
- Chantal Akerman
- Robert Dalban
- Darling Légitimus